# Saint-René Taillandier
René Gaspard Ernest Taillandier, känd under namnet Saint-René Taillandier, född den 16 december 1817 i Paris, död där den 22 februari 1879, var en fransk universitetslärare och skriftställare.
Taillandier gjorde efter avlagda akademiska examina 1839 en längre resa till Tyskland samt bedrev studier i Heidelberg och München. Efter sin återkomst till Frankrike 1841 förestod han professuren i fransk litteratur vid högskolorna i Strassburg samma år och Montpellier 1843, där han blev ordinarie professor 1846. Sedermera kallades han att förestå professuren i poesi vid universitetet i Paris 1863 och utnämndes till professor i fransk vältalighet 1868. Åren 1870–1872 tjänstgjorde han som generalsekreterare i undervisningsdepartementet, men frånträdde denna befattning för att uteslutande ägna sig åt lärarkallet och vetenskapliga sysselsättningar. Han blev 1873 ledamot av Franska akademien (efter Gratry). Både som universitetslärare och författare utövade Taillandier ganska stort inflytande. Han var nämligen en bland dem, som varmt ivrade för att i Frankrike sprida kännedom om främmande länder, företrädesvis Tyskland. I detta syfte författade han, utom en mängd artiklar i Revue des deux Mondes, Histoire de la jeune Allemagne, études littéraires (1849), Études sur la revolution en Allemagne (1853), Allemagne et Russie, études historiques et littéraires (1856), Littérature étrangère, écrivains et poètes modernes (1861), Maurice de Saxe (1865), Dix ans de l'histoire d'Allemagne (1875), Le roi Léopold et la reine Victoria (1878) med flera. Inte mindre uppmärksammade, om än ur helt annan synpunkt, blev hans arbeten om Frankrike, exempelvis Corneille et ses contemporains (1864), Le general Philippe de Ségur, sa vie et son temps (1875), Les rénégats de 89, souvenirs des cours d'éloquence à la Sorbonne (1877) med flera.